# Hayato Nakama
Hayato Nakama (仲間 隼斗?, Nakama Hayato; Higashiagatsuma, 16 maggio 1992) è un calciatore giapponese, centrocampista del Kashiwa Reysol.

## Statistiche

### Presenze e reti nei club
Statistiche aggiornate al 7 agosto 2024.
| Stagione                 | Squadra                  | Campionato               | Campionato | Campionato | Coppe nazionali | Coppe nazionali | Coppe nazionali | Coppe continentali | Coppe continentali | Coppe continentali | Altre coppe | Altre coppe | Altre coppe | Totale | Totale |
| Stagione                 | Squadra                  | Comp                     | Pres       | Reti       | Comp            | Pres            | Reti            | Comp               | Pres               | Reti               | Comp        | Pres        | Reti        | Pres   | Reti   |
| ------------------------ | ------------------------ | ------------------------ | ---------- | ---------- | --------------- | --------------- | --------------- | ------------------ | ------------------ | ------------------ | ----------- | ----------- | ----------- | ------ | ------ |
| 2011                     | Roasso Kumamoto          | J2                       | 16         | 1          | CG              | 0               | 0               | -                  | -                  | -                  | -           | -           | -           | 16     | 1      |
| 2012                     | Roasso Kumamoto          | J2                       | 15         | 0          | CG              | 2               | 1               | -                  | -                  | -                  | -           | -           | -           | 17     | 1      |
| 2013                     | Roasso Kumamoto          | J2                       | 40         | 6          | CG              | 2               | 0               | -                  | -                  | -                  | -           | -           | -           | 42     | 6      |
| 2014                     | Roasso Kumamoto          | J2                       | 29         | 4          | CG              | 1               | 0               | -                  | -                  | -                  | -           | -           | -           | 30     | 4      |
| Totale Roasso Kumamoto   | Totale Roasso Kumamoto   | Totale Roasso Kumamoto   | 100        | 11         |                 | 5               | 1               |                    | -                  | -                  |             | -           | -           | 105    | 12     |
| 2015                     | Kamatamare Sanuki        | J2                       | 40         | 3          | CG              | 1               | 1               | -                  | -                  | -                  | -           | -           | -           | 41     | 4      |
| 2016                     | Kamatamare Sanuki        | J2                       | 38         | 7          | CG              | 2               | 0               | -                  | -                  | -                  | -           | -           | -           | 40     | 7      |
| 2017                     | Kamatamare Sanuki        | J2                       | 39         | 2          | CG              | 1               | 0               | -                  | -                  | -                  | -           | -           | -           | 40     | 2      |
| Totale Kamatamare Sanuki | Totale Kamatamare Sanuki | Totale Kamatamare Sanuki | 117        | 12         |                 | 4               | 1               |                    | -                  | -                  |             | -           | -           | 121    | 13     |
| 2018                     | Fagiano Okayama          | J2                       | 38         | 8          | CG              | 0               | 0               | -                  | -                  | -                  | -           | -           | -           | 38     | 8      |
| 2019                     | Fagiano Okayama          | J2                       | 40         | 15         | CG              | 1               | 0               | -                  | -                  | -                  | -           | -           | -           | 41     | 15     |
| Totale Fagiano Okayama   | Totale Fagiano Okayama   | Totale Fagiano Okayama   | 78         | 23         |                 | 1               | 0               |                    | -                  | -                  |             | -           | -           | 79     | 23     |
| 2020                     | Kashiwa Reysol           | J1                       | 29         | 4          | CdL             | 4               | 0               | -                  | -                  | -                  | -           | -           | -           | 33     | 4      |
| 2021                     | Kashiwa Reysol           | J1                       | 24         | 2          | CG+CdL          | 1+3             | 0               | -                  | -                  | -                  | -           | -           | -           | 28     | 2      |
| Totale Kashiwa Reysol    | Totale Kashiwa Reysol    | Totale Kashiwa Reysol    | 53         | 6          |                 | 8               | 0               |                    | -                  | -                  |             | -           | -           | 61     | 6      |
| 2022                     | Kashima Antlers          | J1                       | 19         | 2          | CG+CdL          | 3+5             | 1+1             | -                  | -                  | -                  | -           | -           | -           | 27     | 4      |
| 2023                     | Kashima Antlers          | J1                       | 27         | 1          | CG+CdL          | 2+6             | 0+2             | -                  | -                  | -                  | -           | -           | -           | 35     | 3      |
| 2024                     | Kashima Antlers          | J1                       | 20         | 4          | CG+CdL          | 1+1             | 1+0             | -                  | -                  | -                  | -           | -           | -           | 22     | 5      |
| Totale Kashima Antlers   | Totale Kashima Antlers   | Totale Kashima Antlers   | 66         | 7          |                 | 18              | 5               |                    | -                  | -                  |             | -           | -           | 84     | 12     |
| Totale carriera          | Totale carriera          | Totale carriera          | 414        | 59         |                 | 36              | 7               |                    | -                  | -                  |             | -           | -           | 450    | 66     |